# Georges Wambst

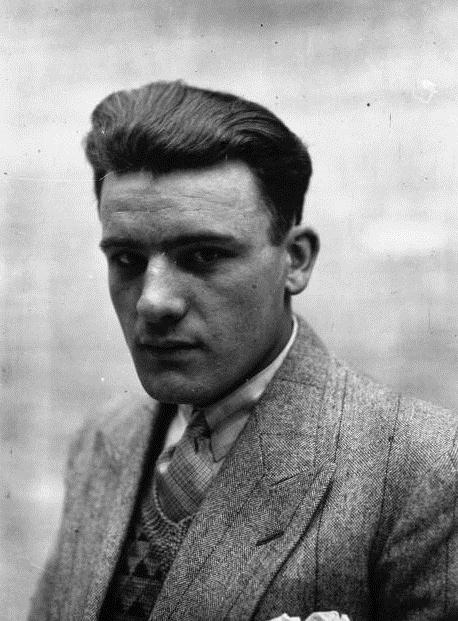
Georges Wambst (1928)

Georges Wambst (* 21. Juli 1902 in Lunéville; † 1. August 1988 in Raon-l’Étape) war ein französischer Radrennfahrer.
Bei den Olympischen Spielen 1924 in Paris errang Georges Wambst die Goldmedaille in der Mannschaftswertung des olympischen Einzelzeitfahrens, gemeinsam mit seinen Landsmännern Armand Blanchonnet, René Hamel und André Leducq. Im Einzelzeitfahren auf der Straße belegte er den achten Platz, Blanchonnet gewann Gold und Hamel Bronze. 1920 wurde das Team mit Maurice Bonney, René Hamel, Georges Wambst, André Leducq und Marc Bocher nationaler Meister im Mannschaftszeitfahren.
1926 wurde er Profi. 1925 gewann Georges Wambst die Straßenrennen Paris–Reims und Paris-Rouen, 1929 das Einladungsrennen für die besten Profis der Saison, das Critérium des As, fuhr allerdings in den folgenden Jahren hauptsächlich auf der Bahn.
Wambst startete bei 33 Sechstagerennen, von denen er fünf gewann, 1926 in Paris und Berlin, 1927 in Breslau, 1928 in Paris und Nizza, alle gemeinsam mit Charles Lacquehay. Mehrfach nahm er auch erfolgreich an französischen Stehermeisterschaften teil und belegte Podiumsplätze, bis er in seinem letzten Profijahr 1940 den Meistertitel errang. 1928 gewann er gemeinsam mit Charles Lacquehay und 1932 mit Paul Broccardo den Bahnwettbewerb Prix Dupré-Lapize in Paris.
Nach dem Ende seiner aktiven Radsport-Karriere war Wambst auch als Schrittmacher tätig und führte u. a. Eddy Merckx bei Bahnrad-Wettbewerben mit dem Derny.
Georges Wambst stammte aus einer Radsport-Familie. Sein Bruder Auguste (1908–1987) wurde 1935 französischer Stehermeister, und sein Bruder Fernand (1912–1969) gewann ebenfalls zwei Sechstagerennen. 1920 gewann Georges Wambst einen Wettbewerb in Joinville-le-Pont, der als Vorläufer des heutigen Triathlon gilt, genannt „Les Trois Sports“ (schwimmend die Marne durchqueren, 12 km Radfahren, 4 km Gehen).